# Biella
Biella település Olaszországban, Piemont régióban, Biella megyében. Lakosainak száma 42 619 fő (2023. január 1.). Biella Andorno Micca, Candelo, Fontainemore, Occhieppo Inferiore, Occhieppo Superiore, Pettinengo, Ponderano, Pralungo, Ronco Biellese, Sagliano Micca, Campiglia Cervo, Sordevolo, Tollegno, Zumaglia, Gaglianico, Pollone és Vigliano Biellese községekkel határos.

## Gazdaság
Itt működik 1846 óta a Menabrea nevű sör főzdéje, amely ma a legrégebbi folyamatosan működő sörgyár egész Olaszországban.

## Népesség
A település népessége az elmúlt években az alábbi módon változott:
| Lakosok száma | 46 000 | 44 616 | 44 324 | 42 619 |
|               | 2007   | 2017   | 2018   | 2023   |